# Johan Lindström (konstnär)
Benkt Johan Lindström, född 2 maj 1927 i Katrineholms stad (Stora Malms församling), död 11 augusti 2013 Annedals församling i Göteborg, var en svensk målare.
Han var son till advokaten Johan Julius Lindström och Tyra Gustafsson. Han studerade konst vid Konstfackskolan 1942–1943, Grünewalds målarskola 1943–1946 samt för Endre Nemes vid Valands målarskola 1948–1952 och genom självstudier i Schweiz och Italien 1948. Han var representerad i Valands-portföljen 1951–1952. Han medverkade i Nationalmuseums utställning Unga tecknare 1943 och med konstnärsgruppen Tio från nya Valand medverkade han i utställningar i Örebro och Karlstad 1954. I sin tidiga konst följde han Modigliani och Matisse men övergick senare till en mer abstrakt och nonfigurativ stil.